# Lohfarbe

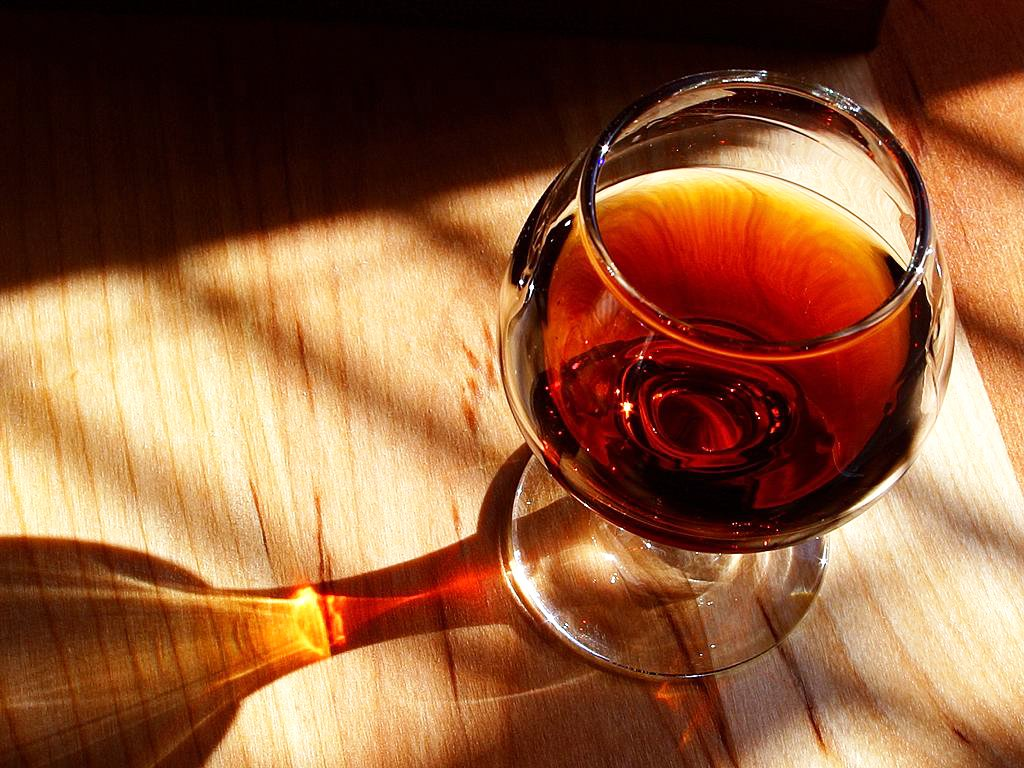
Ein lohfarbener Portwein

Lohfarbe ist der Farbton der Gerberlohe und bezeichnet ein helles Rotbraun. Die Farbbezeichnung wird aber auch für goldene oder mahagonifarbene Farbtöne genutzt.

## Beschaffenheit
Sie gleicht der Farbe lohgaren Leders und wird aus der Rinde von Erlen, Eichen und ähnlichen Baumarten hergestellt. Der Farbstoff wurde beispielsweise zum Färben von grobem Leinenstoff benutzt. Jeremias Friedrich Gülich schreibt 1786, dass man zur Herstellung dieser Farbe 16 Loth guten Grapp, 4 Loth Alaun, 2 Loth Zihnsolution und Galläpfel-Tinktur zu verwenden habe. Dies reiche für 1 Pfund Seide.

## Loh als Fellfarbe
Der Begriff wird für die Farbe von Tieren verwendet. Die Farbe kann als loh oder lohfarbig bezeichnet sein. Bei einigen Rassen ist statt des Begriffs lohfarbig auch die aus dem englischen stammende synonyme Farbbebezeichnung tan verbreitet. Tan und Loh stehen dabei für den gleichen Ton. Eine Färbung, die heller als Lohfarbe ist, wird als Isabellfarbe bezeichnet.
Die Bezeichnung lohfarben oder kurz loh wird bei Zuchtstandards für die Fellfarben von verschiedenen Haustierrassen eingesetzt. Lohfarbig sind beispielsweise die Fellfarben einiger Hunderassen: Dachshund, Saluki und Otterhund. Beispielsweise beim Yorkshire Terrier und Coonhound werden die lohfarbenen Fellanteile als „Tan“ bezeichnet. Die Färbungen Black and Tan und Blue and Tan entstehen durch eine vom Agouti-Locus gesteuerte Farbverteilung bei homozygotem Vorliegen des rezessiven Allels at. Die Bezeichnung „Loh“ wird auch für die Fellfärbung bestimmter Hauskaninchenrassen benutzt, so wie diese im Rassenamen beim Lohkaninchen direkt genannt ist. Weitere Ausführungen zum farbtragenden Gen befinden sich unter dem Lemma Extension-Locus.

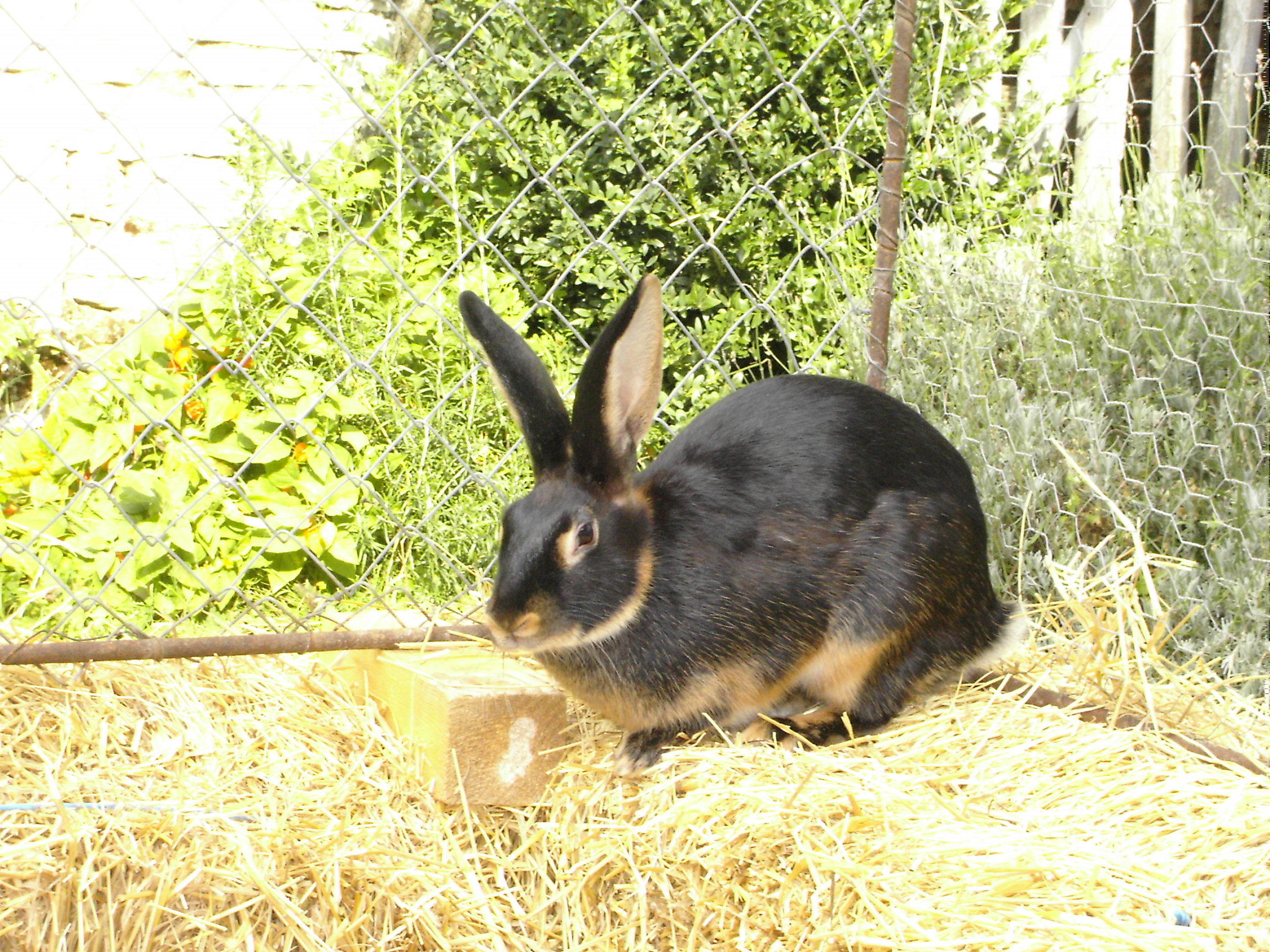
Kaninchenrasse Lohkaninchen mit teils lohfarbigem Fell
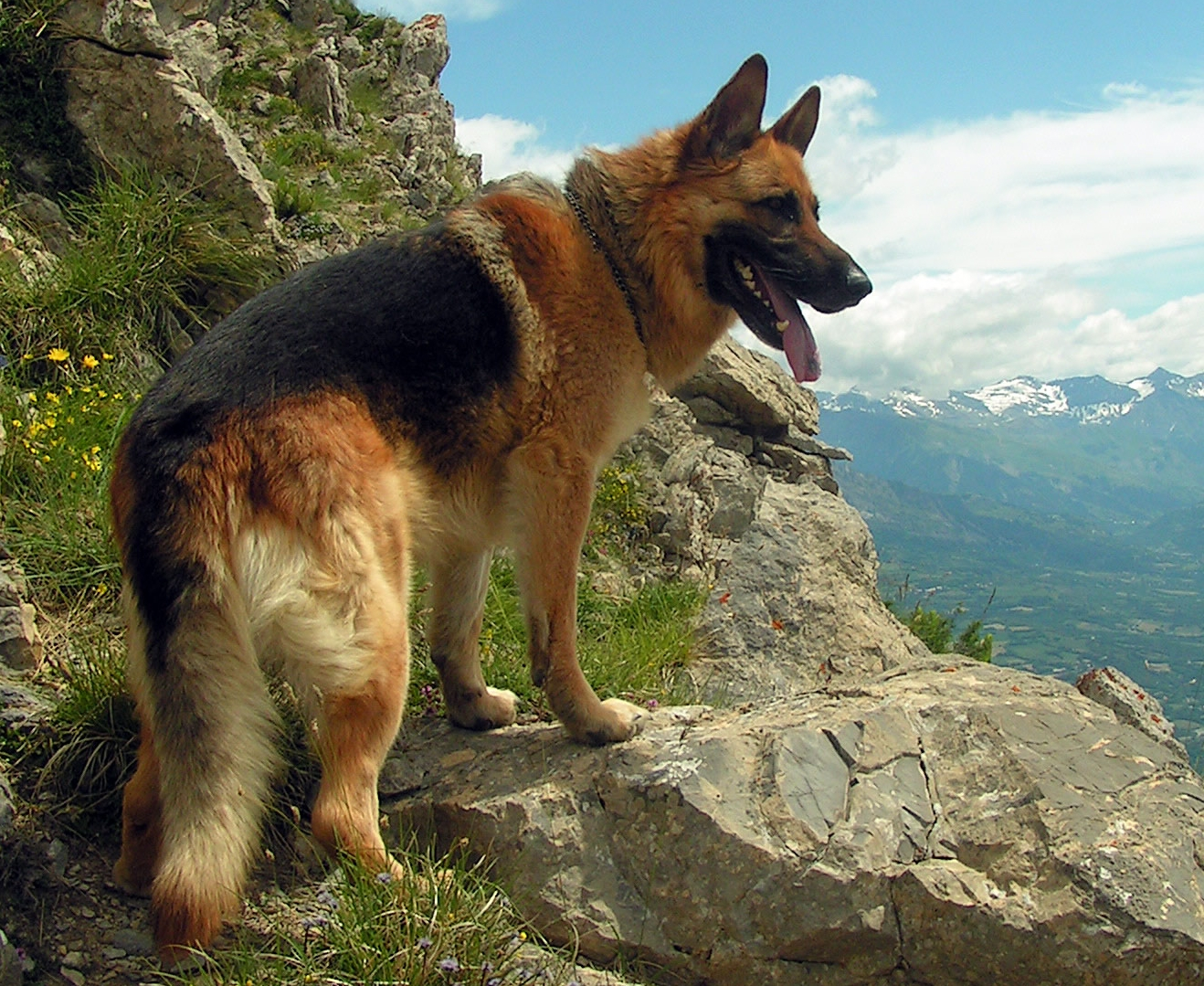
Deutscher Schäferhund lohfarben mit schwarzer Sattelzeichnung
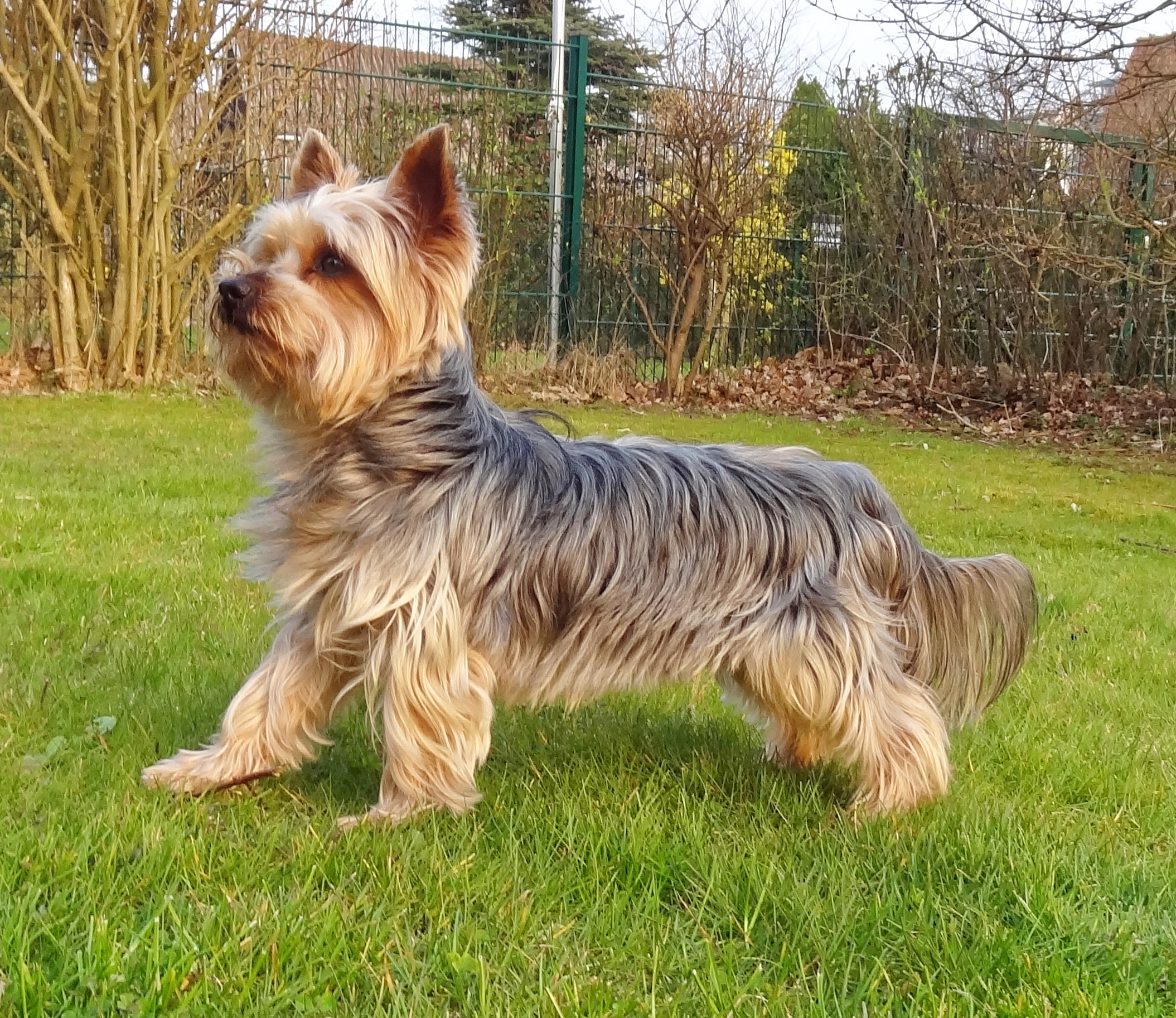
Yorkshire Terrier lohfarben graue Sattelzeichnung „Blue and Tan“.
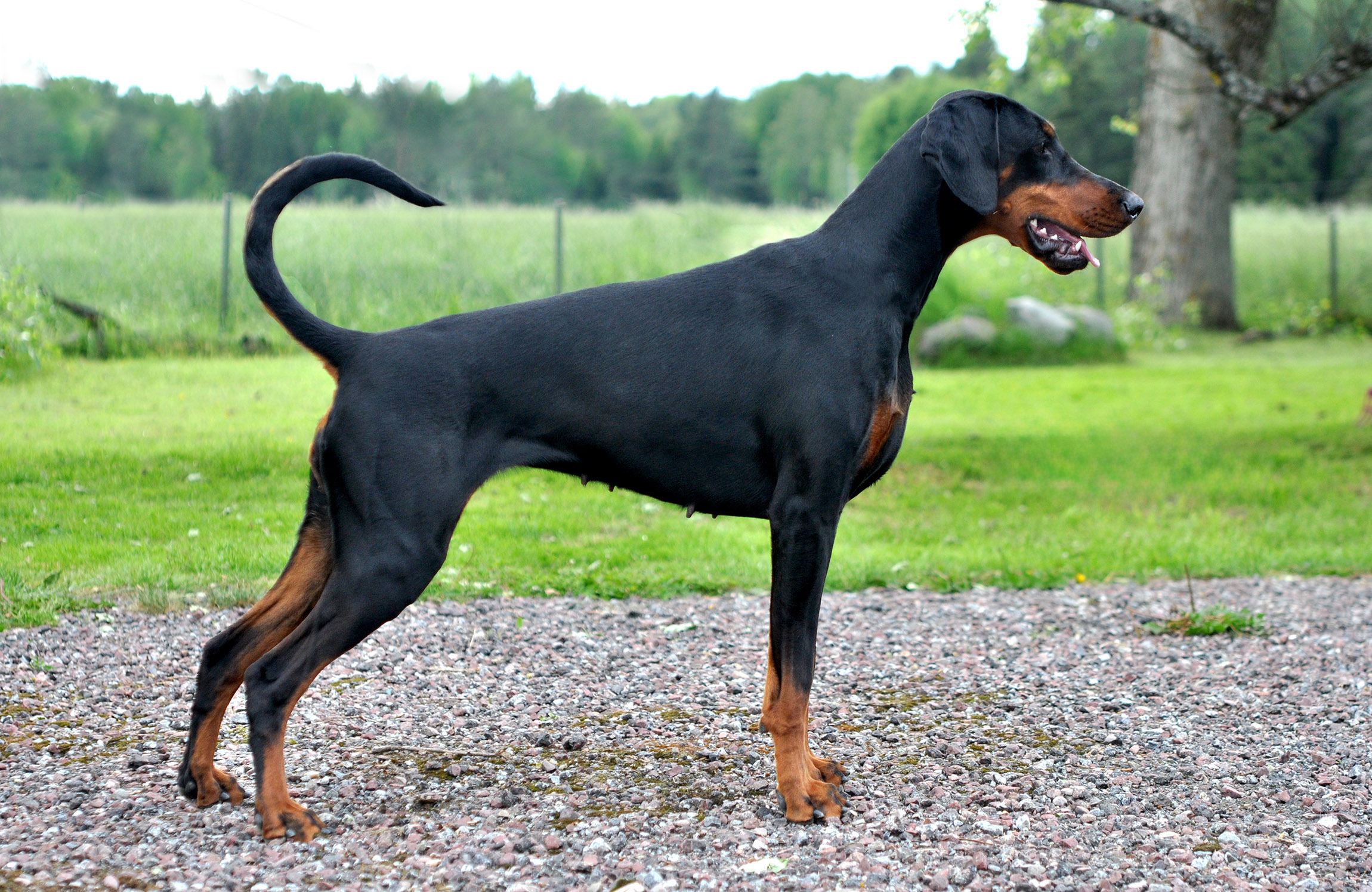
Dobermann Genotyp at at mit BB oder Bb auf dem B-Lokus (Rassestandard)
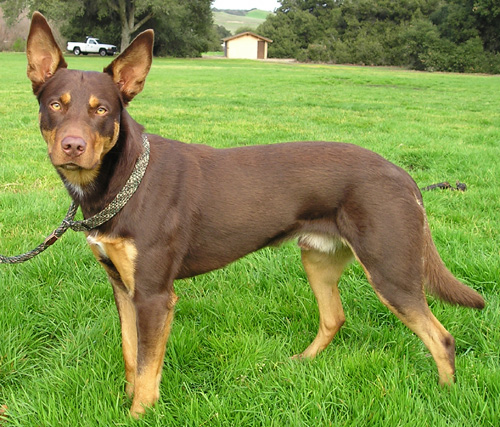
Australian Kelpie Bei gleichzeitigem homozygotem Vorliegen des Allels b werden Hunde mit Genotyp at at "schoko and tan".